# Dorfkirche Meura

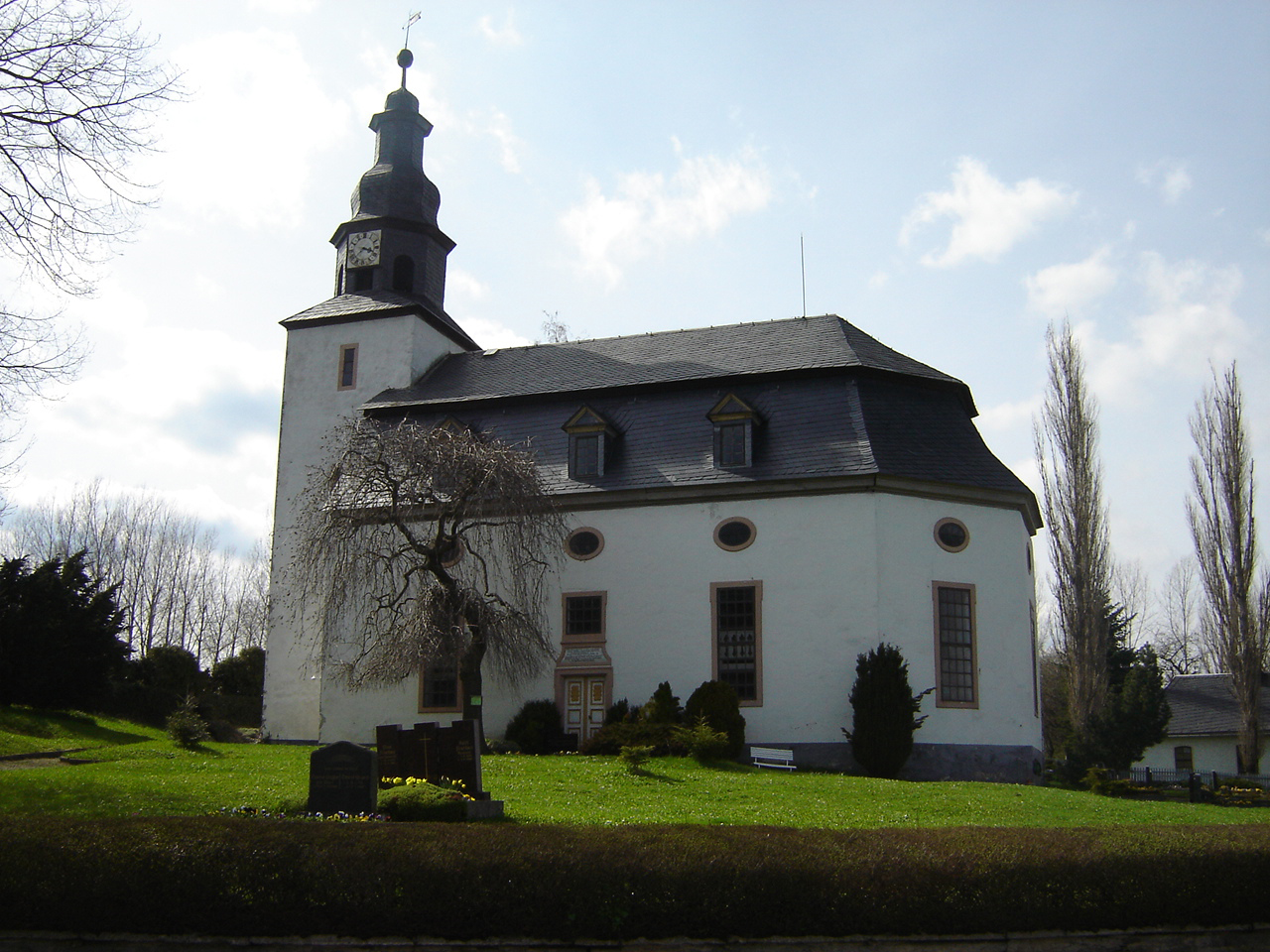
Die Kirche

Die evangelische Dorfkirche Meura steht in der Gemeinde Meura im Landkreis Saalfeld-Rudolstadt in Thüringen.

## Geschichte
Die Grundsteinlegung zum Bau der heute noch stehenden Kirche fand am 12. April 1728 statt. Über die Vorgängerkirche ist nichts bekannt. Die Bauzeichnung war vom Landrevisor Joh. Michael König aus Rudolstadt erstellt worden. Bereits am 5. September 1728 konnte im Kirchenschiff der erste Gottesdienst gehalten werden. Im Jahr 1731 wurde der Bau vollendet und am 30. Juli erfolgte die feierliche Kirchweih. Ein derartiges Ereignis zog nicht nur die Ortsansässigen in seinen Bann, sondern auch ebenfalls viele Anwohner umliegender Gemeinden. Die Tradition der Kirchweih wird seit vielen Jahren vom Meierschen Kirmesverein e.V. in Form der jährlich stattfindenden Kirmes weiter gepflegt.
Hofmaler Andreas Zwäde aus Rudolstadt und Bildhauer Jeremias Daniel aus Leutenberg gestalteten das Innere der Kirche im Stil des Bauernbarock. Im Gotteshaus sind noch heute auf Grund der Qualitätsarbeit die originalen Deckenmalereien von damals zu sehen. Es waren bisher keine Renovierungsarbeiten nötig. Am 12. Mai 1833 erhielt die große Glocke beim Läuten einen Riss und musste umgegossen werden. Auch für diesen Fall gab es finanzielle Hilfen von Medizinal- und Olitätenhändlern.
Im Frühjahr 1993 war eine umfassende Renovierung der Orgel nötig.  Man nimmt an, dass der Orgelbaumeister Kummer aus Erlau in Thüringen das Instrument geschaffen hat. Er reparierte die Orgel im Jahr 1766, nachdem sie durch Blitzschlag stark beschädigt worden war.